# Улица Самокиша
Улица Самокиша — улица в Центральном районе Симферополя. Названа в честь художника Николая Самокиша. Общая протяжённость — 600 м.

## Расположение
Улица находится в центре Симферополя. Начинается на перекрёстке улиц Крылова и Севастопольской у парка имени Тренёва. Пересекается с проспектом Кирова, улицами Пушкина и Героев Аджимушкая. Заканчивается переходом в улицу Жуковского. Общая протяжённость улицы составляет 600 метров.

## Истории
Улица появилась спустя несколько десятилетий после основания Симферополя в 1784 году. Первоначально названия улица не имела. В 1898 году была названа Товчиановской. Из-за наличия на ней амбаров и близости базара в 1903 году была переименована в Амбарную, а 5 марта 1904 года — в Торговую. В 1907 году руководство Таврической духовной семинарии обратилось в городскую управу с просьбой замостить Торговую улицу и Театральный переулок из-за того, что «невылазная грязь и ухабы делают эти улицы в дожди непроходимыми». 30 мая 1924 года улице присвоили название Кооперативная.
К 80-летнему юбилею художника Николая Самокиша, который проживал на Кооперативной улице, Симферопольский городской совет 16 августа 1940 года принял решение переименовать Кооперативную в честь Самокиша. Позднее в доме на углу Самокиша и Жуковского была установлена мемориальная табличка в память Самокиша. Во время немецкой оккупации в 1941—1944 улица сохранила своё название (нем. Samokisch-Strasse).
С 1950-х по 1970-е годы ряд одноэтажных строений в начале улицы были снесены. В 1960 году был построен пятиэтажный дом на углу Самокиша и проспекта Кирова. В начале 1960-х годов был сооружён дом № 5б в стиле сталинского ампира. Позднее к нему был достроен третий этаж. До 1960-х годов, когда улица была заасфальтирована, она была вымощена тёсаным булыжником.
К 1983 году на улице размещались облпотребсоюз, комбинат бытового обслуживания и фирма «Крымчанка». В 2018 году на улице Самокиша была оборудована платная парковка на 76 автомобилей.

## Здания и учреждения
- № 7 — Здание середины XIX века в стиле ампир[3].
- № 8 — Библиотека им. Исмаила Гаспринского[3].
- № 11 — Дом специалистов[3].
- № 11 — Таврическая духовная семинария[3].
- № 16 — Дом, в котором жили Фаина Раневская и Павла Вульф (с дочерью Ириной), они работали с 1919 по 1923 год в Симферопольском Городском театре, который в то время называли «Театром актера», а с 1920 года — Первым Советским театром[7].
- № 20 — Дирекция механического завода[3].
- № 22 — Особняк конца XIX века[8].
- № 24 — Дом середины XIX века. До 2014 года его занимало консульство Турции[3].
- № 26 — Детский сад «Берёзка». Реконструирован в 2018 году[9].
- № 30 — Здание Крымоблпотребсоюза[3].
- № 32 — Дом, в котором жил Н. С. Самокиш[3].

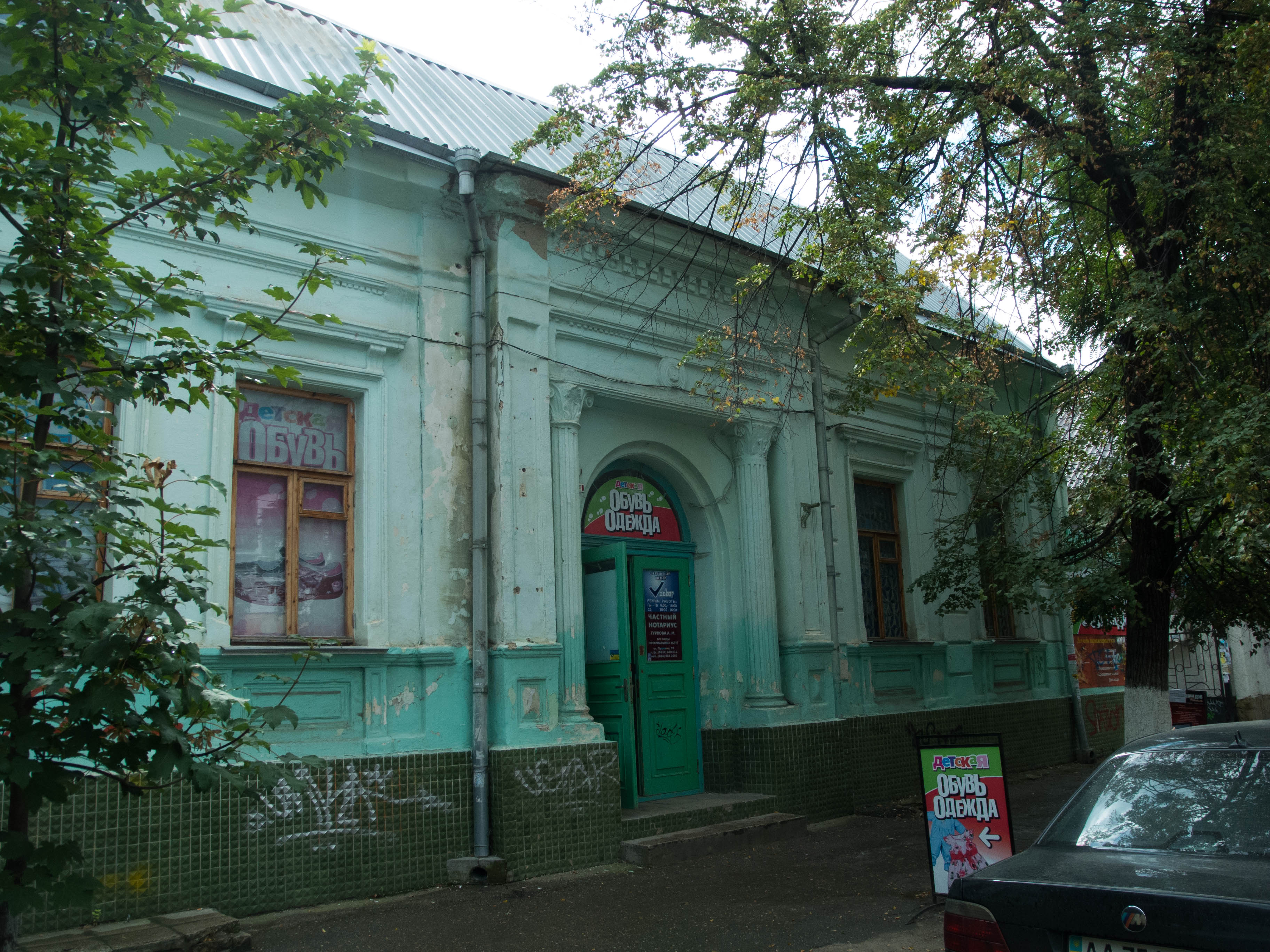
Особняк конца XIX века, 2013 год
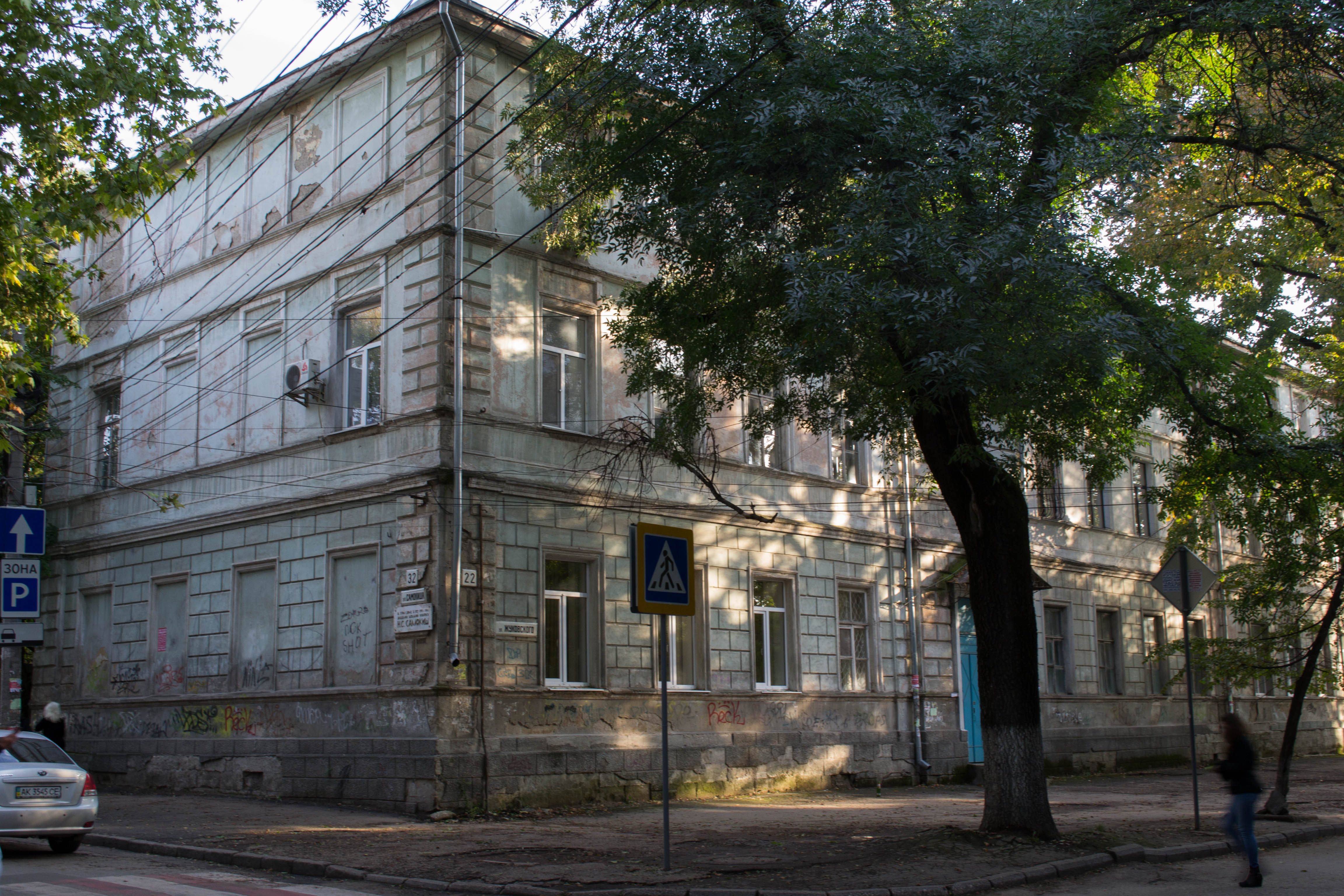
Дом, в котором жил Н. С. Самокиш, 2013 год
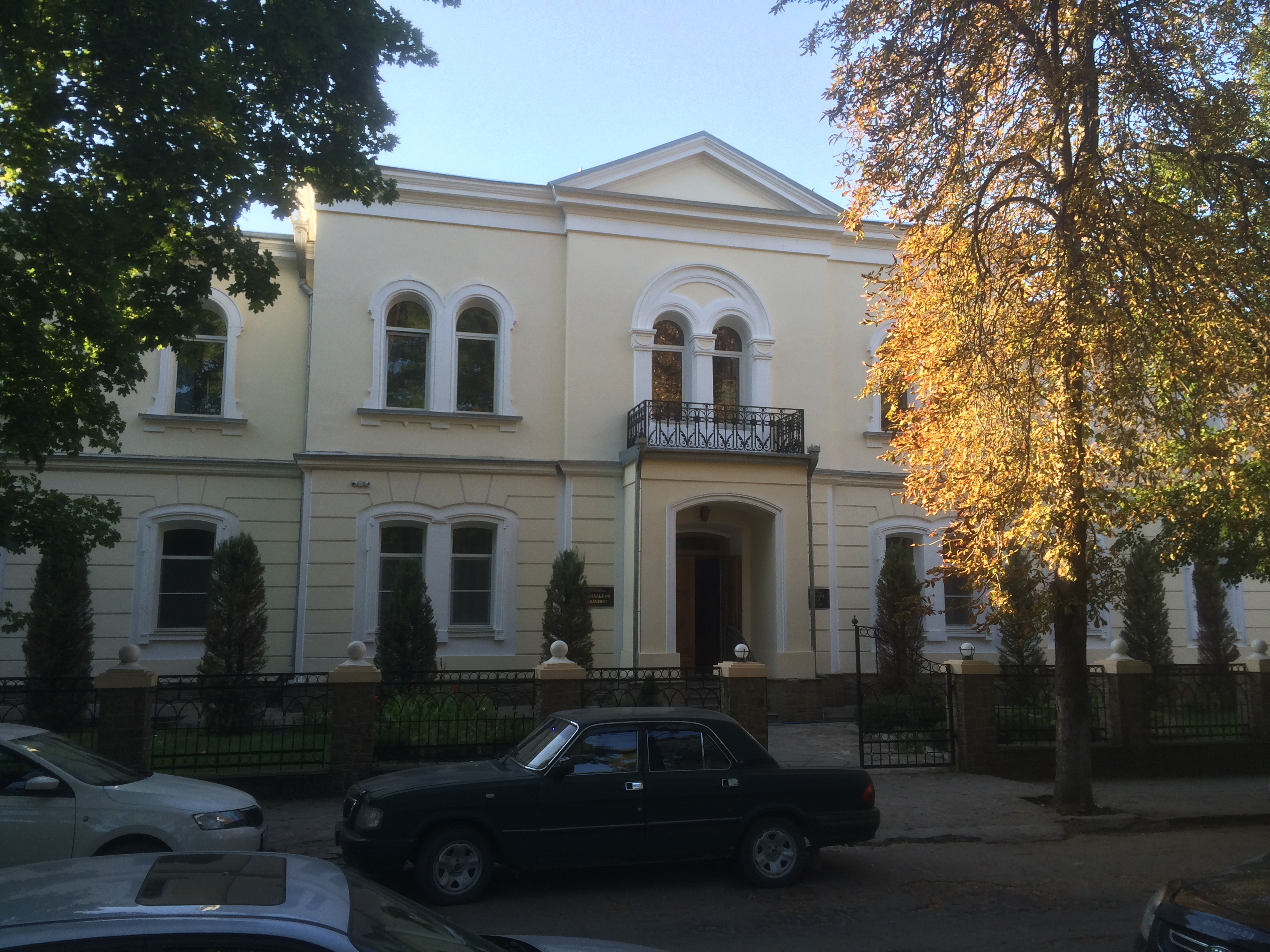
Таврическая духовная семинария, 2017 год
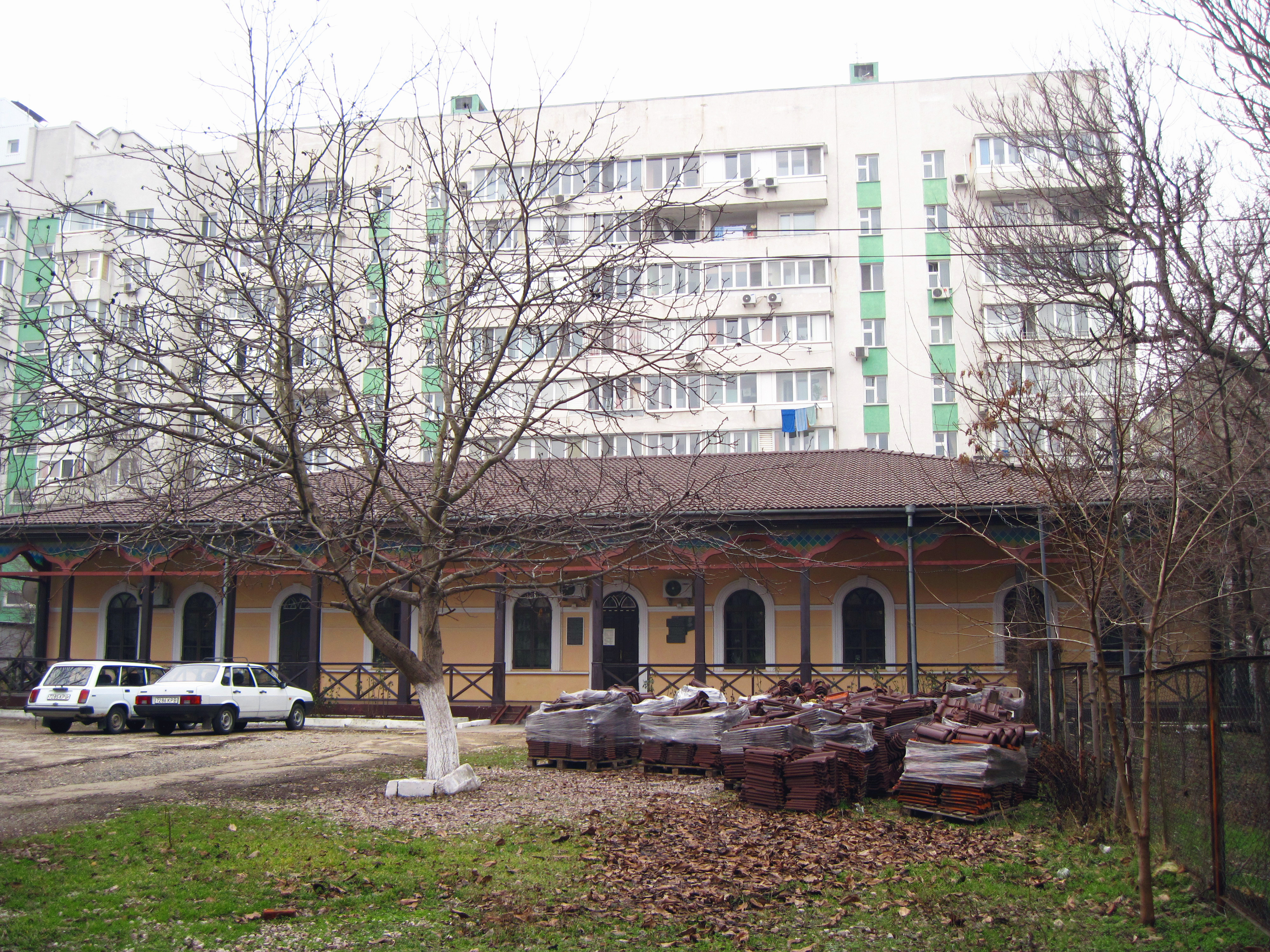
Библиотека им. Исмаила Гаспринского, 2013 год
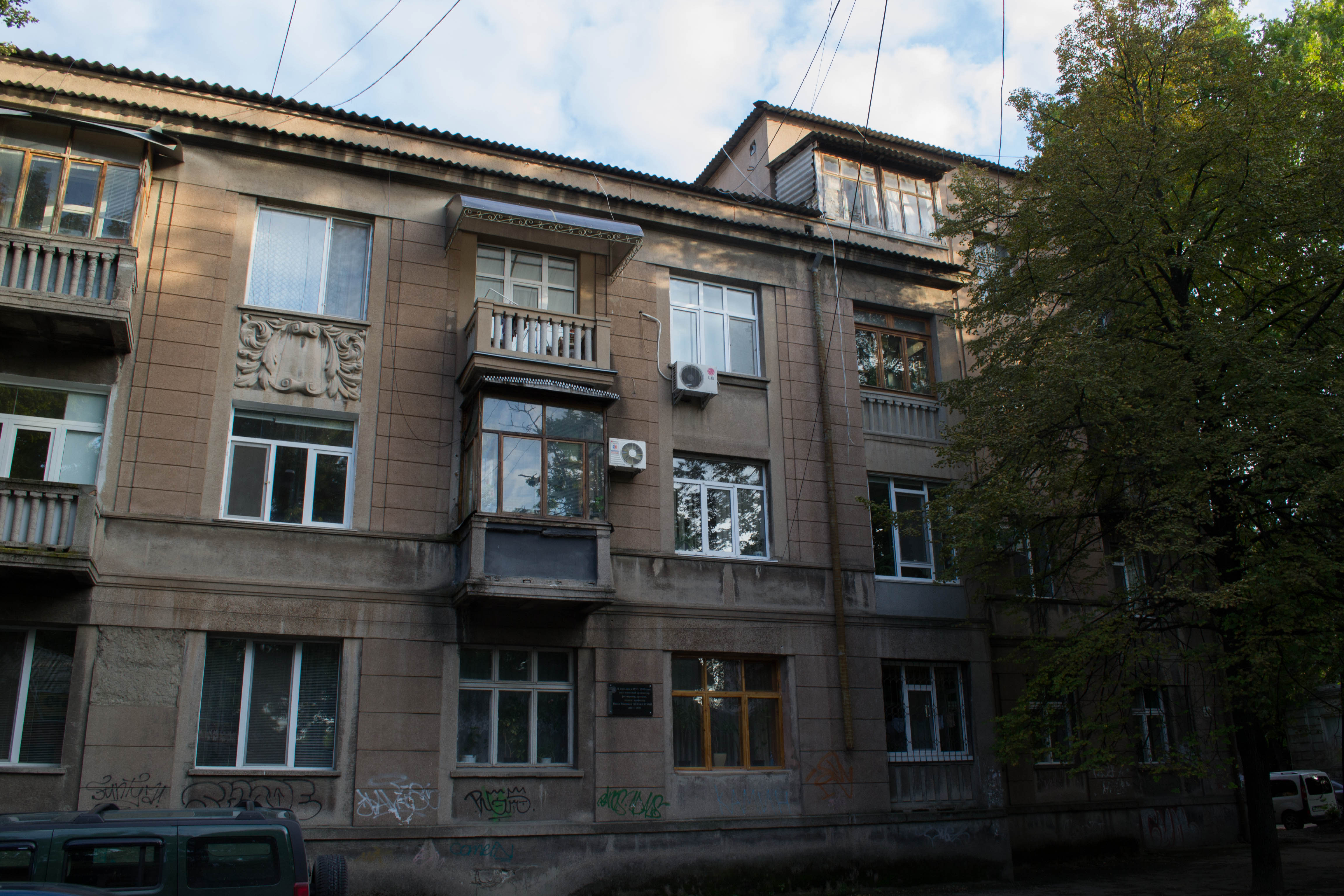
Дом специалистов, 2013 год
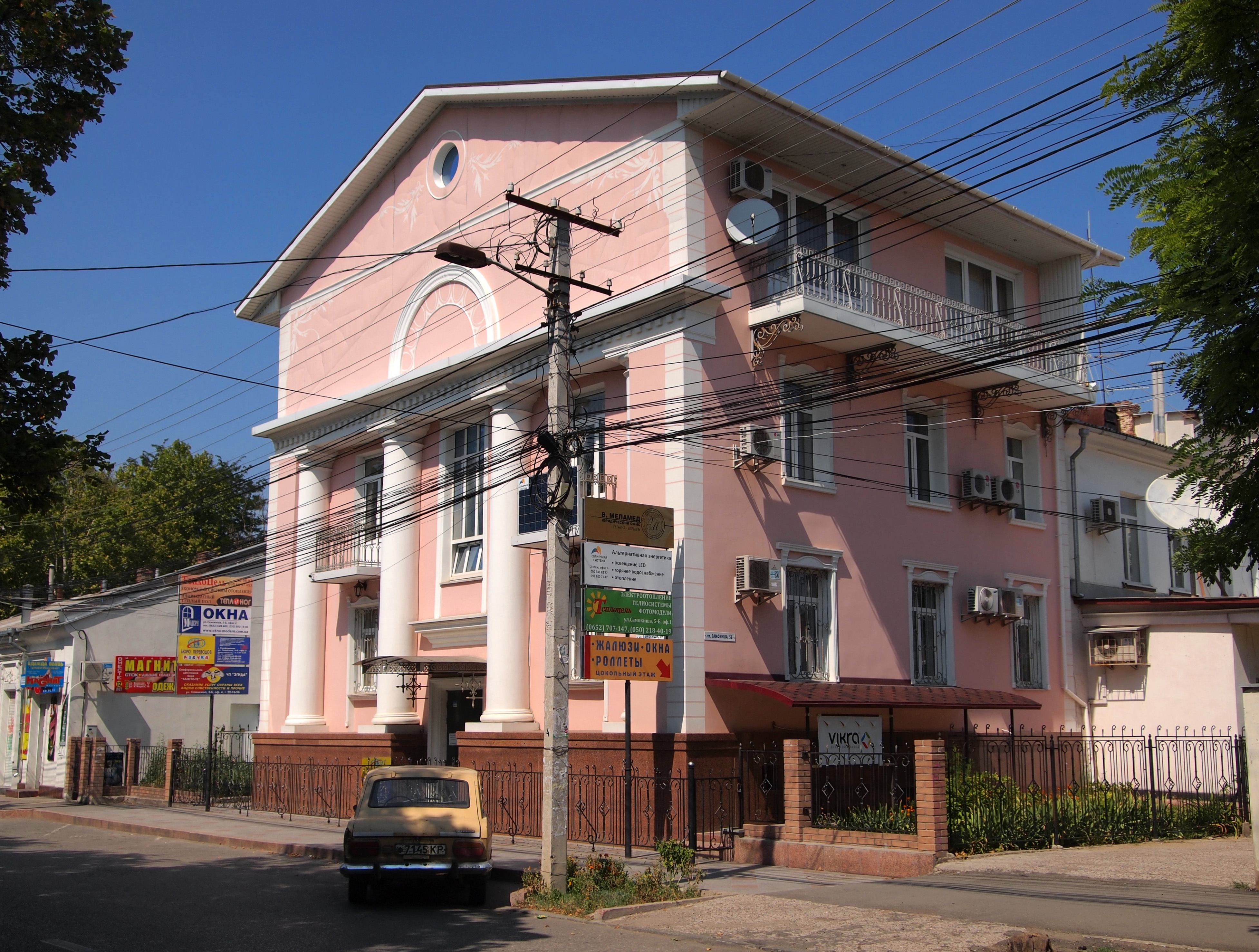
Дом № 5б, 2013 год